# سیارک ۵۲۱۴
سیارک ۵۲۱۴ (به انگلیسی: 5214 Oozora، نامگذاری:1990VN3) پنج هزار و دویست و چهاردهمین سیارک کشف شده‌است که در ۱۳ نوامبر ۱۹۹۰ کشف شد.
قدر مطلق سیارک برابر ۱۳٫۵۰ است.